# Panoquina panoquinoides
Panoquina panoquinoides is een vlinder uit de familie van de dikkopjes (Hesperiidae). De wetenschappelijke naam van de soort is voor het eerst geldig gepubliceerd in 1892 door Henry Skinner.
Virginiagras is een waardplant.